# Rhosus aguirrei
Rhosus aguirrei là một loài bướm đêm trong họ Noctuidae.